# Michael Agnethler
Michael Agnethler, magyaros írásmóddal Agnethler Mihály (Nagyszeben, 1652. december 29. – Omlás, 1693) evangélikus lelkész.
Atyja Martin Agnethler nagyszebeni jegyző volt. Külföldi egyetemeken járt Toruńban és Wittenbergben; 1693-ban Omlásra hívták lelkésznek, ahol még abban az évben hirtelen meghalt.
Két munkája jelent meg életében:
1. Excertitatio ethica, de bono hominis supremo ejusque instrumentis. (Toruń, 1678.)
2. Dissertatio theol. de libero arbitrio e formula christianae concordiae. (Wittenberg, 1680.)